# Locul fosilifer Bahna
Locul fosilifer Bahna este o arie protejată de interes național ce corespunde categoriei a IV-a IUCN (rezervație naturală de tip paleontologic) situată în județul Mehedinți, pe teritoriul administrativ al comunei Ilovița.

## Localizare
Aria naturală  se află în partea central-vestică a județului Mehedinți  (în Podișul Getic, în Munții Almăjului și Locvei), pe teritoriul vestic al satului Bahna și cel nordic al localității Ilovița.

## Descriere
Rezervația naturală  a fost declarată arie protejată prin Legea Nr.5 din 6 martie 2000, publicată în Monitorul Oficial al României, Nr. 152 din 12 aprilie 2000 (privind aprobarea Planului de amenajare a teritoriului național - Secțiunea a III-a - zone protejate) și se întinde pe o suprafață de 10 hectare. 
Aria protejată este inclusă în Parcul Natural Porțile de Fier și reprezintă o zonă depresionară în bazinul râului Bahna, unde, în mai multe nivele litologice (strate cu conglomerate de calcare, argile, argile marnose și marne și marnă) se află importante depozite de faună fosiliferă (constituită în cea mai mare parte din moluște, echinide și foraminifere) datată în sarmațian